# Henschel Hs 129
El Henschel Hs 129 va ser un avió d'atac a terra alemany de la Segona Guerra Mundial. Desplegat per la Luftwaffe al front de l'Est i a Tunísia. Se'l coneixia com a Fliegender Büchsenöffner (obrellaunes volador) per la seva eficàcia en destruir tancs.
El disseny va ser relativament eficaç quan es va introduir per primera vegada al front oriental en diversos rols de primera línia. A mesura que la guerra continuava i el suport anti-tanc es convertia en l'objectiu principal, l'armament de l'aeronau es millorava contínuament, muntant finalment un canó de 75 mm que feia a l'avió molt difícil de volar. Només un petit nombre d’aquests models B-3 es van produir, a la fi de la guerra.

## Disseny i desenvolupament
A mitjans dels anys trenta, l'exèrcit alemany, així com els seus homòlegs d'altres països, havien arribat a la conclusió que el paper principal dels avions d'atac a terra seria la interdicció de la logística, tasca en la qual, sovint, els objectius estaven mal protegits i eren menys susceptibles de ser defensats per defenses antiaèries fortes i ben coordinades. Per a objectius tàctics d’alt valor i ben protegits, el bombarder en picat es convertia en la solució convencional.
L'experiència de la Legió Còndor alemanya durant la guerra civil espanyola va refutar aquesta idea. Tot i que estava equipada amb aparells no dissenyats per aquest paper, com el Henschel Hs 123 i les versions armades amb canons del Heinkel He 112, la Legió Còndor va demostrar que els avions d’atac a terra eren una arma molt eficaç. Això va donar suport a la Luftwaffe per a la creació d'un avió dedicat a aquest paper i el Reichsluftahrtministerium (RLM; Ministeri de l'Aire del Reich) va sol·licitar licitacions per a un avió especialitzat d'atac a terra.
Es preveia que la principal font de danys a aquest tipus d'avió avió seria el foc d'armes de petit calibre des de terra, el que significa que l'avió havia d'estar ben blindat al voltant del seu habitacle i els motors. També es va necessitar una protecció similar a la cúpula, en forma de vidre blindat de 75 mm. Així mateix,es preveia que l’aeronau operés en pistes poc preparades i a prop del front, de manera que s'havia de situar la cabina el més a prop possible del morro, per tal de maximitzar la visibilitat dels seus objectius. Un altre requisit, no operatiu, va dificultar greument els dissenys: el RLM va insistir que el nou disseny fos motoritzat per motors que no es fessin servir en aeronaus existents, de manera que el nou avió no interferís amb la producció d'els que ja estaven en producció i que es consideraven essencials per a l'esforç de guerra.
Només quatre empreses van sol·licitar presentar propostes Hamburger Flugzeugbau (coneguda com a Blohm und Voss), Gotha, Focke-Wulf i Henschel; Finalment es van rebre tres propostes, ja que Gotha no va continuar amb la licitació i només dues van ser considerades dignes de consideració: La de la Fock-Wulf, basada en el seu avió de reconeixent Fw 189 i l’altra era el nou Hs 129 de Henschel.

### Prototips
El Hs 129 estava dissenyat al voltant d'una gran "banyera" de planxa d'acer que conformava tota la zona del morro de l'aeronau, tancant completament el pilot fins al nivell del cap. Fins i tot la cúpula era d’acer, amb només petites finestres al lateral per veure-hi i dos blocs de vidre inclinats cap al parabrisa. Per millorar la capacitat del blindatge de desviar les bales, els costats del fuselatge es van inclinar de forma triangular cap a l'interior, resultant una cabina gairebé sense espai per moure's. A la cabina hi havia tan poc espai que el quadre d’instruments s'acabava sota el morro per sota del parabrisa on gairebé era invisible; alguns dels instruments del motor es van desplaçar a l'exterior sobre les superfícies orientades cap l'interior de les góndoles del motor, com en alguns models del caça pesant Bf 110 de Messerschmitt, i la mira per apuntar estava muntada fora, al morro.
L'avió de Henschel tenia un 12% de sobrepés sobre el pes demanat i els motors donaven un 8 per cent de potència menys de la que realment necessitava, sens dubte, volava malament. Els controls es van demostrar gairebé inoperants a mesura que augmentava la velocitat i, durant les proves, el prototip V2 va xocar contra el terra després d'un breu vol el 5 de gener de 1940. El disseny de Focke-Wulf no va resultar millor. Ambdós avions estaven dotats del motor Argus As410 A-1 de 12 cilindres en V invertida, refredat per aire, i eren molt difícils de volar.
Tot i això, el RLM van pensar que haurien de continuar amb el concepte bàsic. L’únic factor decisiu real entre els dos dissenys era que el de Henschel era més petit i més barat. El Focke-Wulf va ser proposat com a no prioritari mantenint-lo com a futura alternativa, i es van continuar les proves amb el Hs 129 A-0. Una sèrie de millores van donar lloc a la sèrie Hs 129 A-1, armat amb dos canons MG 151/20 de 20 mm i dues metralladores MG 17 de 7,92 mm, juntament amb la capacitat de portar quatre bombes de 50 kg sota la línia central del fuselatge.

### Hs 129 B-1
Fins i tot abans de l'entrega de l’A-1, l’avió es va redissenyar amb motors radials Gnome-Rhône 14M, que van ser capturats quan França va caure i es van continuar produint sota l’ocupació alemanya. Aquest motor subministrava 700 CV (515 kW) per a l'enlairament, en comparació amb l'Argus que en donava 465 CV (342 kW). Els motors radials Gnome-Rhône es feien en dues versions que cada una tenia la rotació contrària per a l'hèlix i es van instal·lar a l'Hs 129 amb el motor de babord girant en el sentit de les agulles del rellotge i el d'estribord en sentit antihorari, eliminant així els problemes de par motor. Els avions A-1 es van reconvertir en Hs 129 B-0 per a la seva prova i els pilots, segons els informes, n'estaven encantats amb la millora. La seva principal queixa era la visió des de la cúpula, de manera que es va afegir un únic parabrisa frontal a prova de bales de 56 mm i una nova cúpula amb molta millor visibilitat, donant com a resultat el model de producció Hs 129 B-1. A partir del juny de 1942 van començar a rebre una gòndola central equipada amb el canó MK 101 de 30 mm

Henschel Hs-129B

### Hs 129 B-2
Les entregues del nou model Hs 129 B-2 van començar al maig del 1943, paral·lelament amb les del model B-1 (del que només se n'havien entregat 50 aparells fins al moment) Les úniques diferències entre els dos van ser canvis en el sistema de combustible i la substitució del màstil de l'antena per un model en anella. En campanya les diferències eren més pronunciades, els kits de campanya Rüstsatz permetien de canviar els equipaments de manera ràpida i senzilla pel personal de terra de la Luftwaffe i permetia substituir els ancoratges ventrals de les quatre bombes de 50 kg per altres que permetien de carregar una bomba de 250 kg, o un muntatge ventral de 4 metralladores MG17 de 7,62 mm, o afegir un ancoratge alar per a una bomba de 50kg a cada ala. També es va introduir una nova góndola central equipada amb el canó MK 103 de 30 mmque substituïa a l'anterior gòndola equipada amb el canó MK 101 de 30 mm. Aquest nou canó disparava la mateixa munició però el 103 ho feia amb el doble de cadència de tir. Els B-2 produïts a partir de finals de 1943, així com els B-3 van substituir la MG17 per la MG 131 de 13 mm.
A finals de 1942 els informes del front indicaven la inefectivitat del MK 103 contra les noves versions del tanc soviètic T-34. Una solució òbvia seria utilitzar el Bordkanone 3,7 (BK 3,7), recentment adaptat del Flak 18. Aquests canons ja els feia servir com a arma anti-tanc de manera efectiva el Junkers Ju 87G, tot i que només es podien allotjar 12 projectils per gòndola. Quan s'instal·lava a l’Hs 129, l’àrea buida que hi havia darrere de la cabina es podria utilitzar per emmagatzemar més municions, cosa que solucionava l’únic problema amb el muntatge del Ju 87: el subministrament limitat de municions. Aquesta versió es va conèixer com a B-2/R3.

### Hs 129 B-3
Aquest darrer model instal·lava de fàbrica el Bordkanone 7,5 (BK 7,5), que era la versió aèria del Pak 40. Totalment automàtic, incorporava un nou sistema hidràulic d'amortiment del retrocés i un fre de boca aerodinàmic. En l'espai de darrera la cabina hi havia el sistema de càrrega automàtic, amb 12 projectils dins un tambor rotatori. El canó i el seu mecanisme de retrocés ocupava una góndola allargassada sota el fuselatge. L'increment de pes, només el canó ja pesava 1.200 kg, va empitjorar el comportament en vol i el va fer inferior a les variants anteriors. Des de juny de 1944, només 25 exemplars de la H-129 B-3 van arribar a les unitats de primera línia abans que es tanqués la línia de producció al setembre ja que les plantes franceses que fabricaven la majoria dels components van ser alliberades pels aliats a partir del juliol de 1944. Un nombre reduït de B2 es van reconvertir a la nova versió. Al front, el B-3 es va mostrar efectiu, però els seus nombres reduïts van tenir poc efecte en l'esforç de guerra.

### Hs 129 C
Es va dissenyar una nova variant que havia d'equipar els motors italians Isotta-Fraschini Delta per a millorar el rendiment de l'avió. Aquest motor donava una potència de 850 CV (634 kW). Els retards en l'entrega dels motors van fer que no pogués entrar en producció abans que la planta de Henschel fos ocupada pels aliats el 1945.

## Producció
|          | 1941 | 1942 | 1943 | 1944 |
| -------- | ---- | ---- | ---- | ---- |
| gener    |      | 3    | 24   | 30   |
| febrer   |      | 3    | 27   | 25   |
| març     |      | 6    | 30   | 35   |
| abril    |      | 31   | 33   | 35   |
| maig     |      | 18   | 36   | 35   |
| juny     |      | 18   | 40   | 27   |
| juliol   |      | 20   | 40   | 18   |
| agost    |      | 24   | 40   | 18   |
| setembre |      | 15   | 40   | 17   |
| octubre  |      | 33   | 40   |      |
| novembre |      | 24   | 40   |      |
| desembre | 1    | 24   | 24   |      |
| Total    | 1    | 219  | 414  | 225  |